# اندرو اسکاربرو
اندرو اِسکاربرو (انگلیسی: Andrew Scarborough؛ زادهٔ ۲۶ سپتامبر ۱۹۷۳) یک بازیگر اهل انگلستان است.
از فیلم‌ها و مجموعه‌های تلویزیونی که وی در آنها نقش داشته‌است، می‌توان به رم، دانتون ابی، پنهان، لمس پلیدی، قلب‌ها و استخوان‌ها و مأموران مخفی اشاره کرد.